# Come Together
För andra betydelser, se Come Together (olika betydelser).
Come Together är en låt av the Beatles, till största del skriven av John Lennon och krediterad till Lennon–McCartney. Låten är öppningsspår på deras album Abbey Road (1969) och släpptes även som singel tillsammans med Something. Låten nådde nummer 1 i USA och nummer 4 i Storbritannien.

## Uppkomst
Come Together började som Lennons försök att skriva en sång till Timothy Learys då han kampanjade mot Ronald Reagan att bli Kaliforniens guvernör, vilket avslutades snabbt då Leary sattes i fängelse för innehav av marijuana.

## Inspelning
Lennon spelar kompgitarr och elpiano samt sjunger, Paul McCartney spelar bas, George Harrison spelar sologitarr och Ringo Starr spelar trummor. Låten producerades av George Martin och spelades in sent i juli 1969 i Abbey Road Studios i London. I introt och efter varje refräng säger Lennon "shoot me", vilket ackompanjeras av ekande handklapp, samt Starrs trumkomp och McCartneys basriff.
Valrossen som nämns i Beatleslåtarna I Am the Walrus och Glass Onion återkommer här i textraden "he got walrus gumboot", följt av "he got Ono sideboard". Bluesmusikern Muddy Waters nämns även han i låten.
Musikjournalisten Ian MacDonald menar att McCartney sjunger körstämma på låten men ljudteknikern Geoff Emerick menar att Lennon gjorde alla sångpålägg själv. McCartney gjorde handklappningarna.

## Skivsläpp
Come Together släpptes som en singel med dubbel A-sida tillsammans med Something och som öppningsspår på albumet Abbey Road. Singeln släpptes 6 oktober 1969 i USA, och var på Billboard Hot 100 listan i 16 veckor, och nådde nummer 1. Singeln släpptes den 31 oktober 1969 i Storbritannien och nådde plats nummer 4.
Den första tagningen av låten, inspelad den 21 juli 1969, med lite annan text, släpptes på samlingsalbumet Anthology 3 (1996).
Rolling Stone rankade Come Together på plats #202 på listen av The 500 Greatest Songs of All Time, och som #9 på listen över Beatles 100 bästa låtar.

## Stämningsansökan
1973 stämdes Lennon av Big Seven Music Corporation (ägt av Morris Levy), som var utgivare av Chuck Berrys låt You Can't Catch Me. Levy hävdade att Come Together hade flera musikaliska likheter, och delade några textrader. Lennon sjöng "Here come ol' flattop, he come groovin' up slowly" och Berry sjöng "Here come a flattop, he was movin' up with me" .
Innan inspelningen sänkte Lennon och McCartney avsiktligt tempot i låten, samt la in ett basriff för att göra låten mer originell. Efter en uppgörelse utanför domstolen lovade Lennon att spela in tre andra låtar som ägdes av Levy. En kort version av Ya Ya med Lennon och hans son Julian släpptes på albumet Walls and Bridges 1974. You Can't Catch Me samt en annan version av Ya Ya släpptes på Lennons album Rock 'n' Roll från 1975, men den tredje, Angel Baby, fortsatte att vara osläppt till efter Lennons död (låten släpptes först på albumet Menlove Ave. 1986). 
För att försäkra sig att skivan verkligen spelades in, skickade Lennon råmixar av inspelningssessionerna till Levy för att recensera. Levy tog då inspelningarna och tryckte upp sin egen version av albumet, kallat Roots: John Lennon Sings the Great Rock & Roll Hits på hans eget skivbolag, Adam VIII, för att efteråt stämma Lennon, EMI och Capitol på 42 miljoner dollar för kontraktsbrott. Efter två rättegångar i februari 1976, där Lennon tvingats visa juryn skillanden mellan en råmix och en färdig mix, förlorade Levy 6 795 dollar i rättegångskostnader, och Lennon vann 144 700 dollar. Albumet Rock 'n' Roll var ursprungligen tänkt att släppas i april 1975, men i februari 1975 släpptes Capitol Records albumet som ett "budgetalbum" (prefixkod SK—en dollar billigare än vanliga utgåvor) för att motverka försäljningen av Levys album.

## Medverkande
- John Lennon - sång och körsång, kompgitarr, elpiano,
- Paul McCartney - bas, körsång, handklappning.
- George Harrison - gitarr
- Ringo Starr - trummor, maracas

Källa: 

## Coverversioner

### Ike & Tina Turner
Ike & Tina Turner släppte en version av Come Together som titelspåret på deras album från 1970. Singeln nådde nummer 57 på Billboard Hot 100.

### John Lennon solo
Come Together var den enda Beatleslåt som Lennon spelade under hans konserter i Madison Square Garden 1972. Det var Lennons enda fullängdskonsert efter att ha lämnat Beatles. Som kompband hade han Elephant's Memory. Denna version av låten finns på livealbumet Live in New York City, inspelat den 30 augusti 1972 och släppt 1986.

### Aerosmith
Det amerikanska hårdrocksbandet Aerosmith spelade in en av de mest framgångsrika coverversionerna av Come Together på soundtracket till filmen Sgt. Pepper's Lonely Hearts Club Band, från 1978. Singeln blev en stor succé, och nådde plats 23 på Billboard Hot 100.

### Michael Jackson
Låten spelades ursprungligen in för hans film Moonwalker från 1988 (vilken John Lennons son Sean Lennon medverkar i), men Michael Jackson släppte sin version av låten på albumet HIStory från 1995, och som b-sida till hans singel Remember the Time från 1992. Han spelade även låten live under HIStory World Tour 1996 tillsammans med hans låt D.S.